# Louny (stacja kolejowa)
Louny – główna stacja kolejowa w miejscowości Louny, w kraju usteckim, w Czechach. Jest ważnym węzłem kolejowym. Znajduje się na wysokości 190 m n.p.m.
Jest zarządzana przez Správę železnic. Na stacji znajdują się kasy biletowe, na których istnieje możliwość zakupu biletów na wszystkie pociągi w tym międzynarodowe oraz rezerwacji miejsc.

## Linie kolejowe
- 110 Kralupy nad Vltavou - Louny
- 114 Lovosice - Louny - Postoloprty
- 126 Most - Louny - Rakovník